# Municipio de Pineville South
El municipio de Pineville South (en inglés: Pineville South Township) es un municipio ubicado en el condado de McDonald en el estado estadounidense de Misuri. En el año 2010 tenía una población de 1191 habitantes y una densidad poblacional de 9,72 personas por km².

## Geografía
El municipio de Pineville South se encuentra ubicado en las coordenadas 36°33′36″N 94°22′3″O / 36.56000, -94.36750. Según la Oficina del Censo de los Estados Unidos, el municipio tiene una superficie total de 122.49 km², de la cual 122.45 km² corresponden a tierra firme y (0.03%) 0.04 km² es agua.

## Demografía
Según el censo de 2010, había 1191 personas residiendo en el municipio de Pineville South. La densidad de población era de 9,72 hab./km². De los 1191 habitantes, el municipio de Pineville South estaba compuesto por el 92.95% blancos, el 0.08% eran afroamericanos, el 1.85% eran amerindios, el 1.09% eran asiáticos, el 0.42% eran isleños del Pacífico, el 1.34% eran de otras razas y el 2.27% pertenecían a dos o más razas. Del total de la población el 3.19% eran hispanos o latinos de cualquier raza.